# Калин Искрев Калинов
Вижте пояснителната страница за други личности с името Калинов.
Калѝн Ѝскрев Калѝнов (след посещението на Божи гроб – Хаджи Калин Калинов) е икономист, основател и строител на Средното професионално-техническо училище по машиностроене в Силистра, дългогодишен директор и педагог, историк и изследовател на професионалното образование в Добруджа, дарител.

## Биография
Роден е на 24 март 1933 г., в село Пѐтрово, тогава в Румъния, а сега – село Калипетрово, община Силистра, област Силистра в Република България.
Завършил е тогавашното русенско Висше техническо училище по специалност „Студена обработка на металите“. Работи в изследователския институт в Русе до 1959 г., когато постъпва на работа във Втора политехническа гимназия в Силистра.
През 1964 г. е назначен за директор на Средното професионално-техническо училище по машиностроене в Силистра, в чието предстоящо тогава създаване той дейно участва.
На Първия конгрес на учителите в България през 1981 г. е избран за член на Висшия учебен съвет при министъра на народната просвета.
Автор е на девет книги и повече от сто статии.
Починал е на 14 декември 2014 г. в София.